# Категорія транспортного засобу
Категорія транспортного засобу — загальноприйнята класифікаційна ознака наземних транспортних засобів, яка застосовується для цілей регулювання, і яка встановлена багатьма офіційними законодавчими і нормативними документами більшості держав світу.

## Основні категорії та їх позначення
Наземні транспортні засоби відносять до наступних основних категорій, які мають такі позначення:
- L — механічні транспортні засоби, що мають менше чотирьох коліс (мототехніка)
- M — механічні транспортні засоби, що мають не менше чотирьох коліс, і які призначені для перевезення пасажирів (легкові автомобілі та автобуси)
- N — механічні транспортні засоби, що мають не менше чотирьох коліс, і які призначені для перевезення вантажів (вантажівки)
- O — причепи та напівпричепи
- T — сільськогосподарські та лісогосподарські колісні трактори
- G — Транспортні засоби підвищеної прохідності

## Категорії транспортних засобів, прийняті в державах-договірних сторонах Женевської Угоди 1958року
Для держав-договірних сторін Женевської Угоди 1958 року, у тому числі і України, така класифікація встановлена у Зведеній резолюції про конструкцію транспортних засобів (англ. Consolidated Resolution on the Construction of Vehicles (R.E.3), (Revision 3)). Станом на 01.04.2014 переклад цього документа французькою та російською мовами не завершено і доступною версією російською мовою є документ у 2-му перегляді (рос. Сводная резолюция о конструкции транспортных средств (СР.3), (Пересмотр 2)).
У таблиці нижче наведена інформація із Зведеної резолюції про конструкцію транспортних засобів (Перегляд 3). Деякі з категорій транспортних засобів поділяються на підкласи, а деякі — на типи. Для уточнення інформації про них дивись оригінали текстів Резолюцій.
| §       | Категорія | Опис |
| ------- | --------- | --- |
| 2.1     | L         | Механічні транспортні засоби, що мають менше чотирьох коліс |
| 2.1.1   | L1        | Двоколісний транспортний засіб і, у разі двигуна внутрішнього згоряння, з робочим об'ємом не більше 50 см³ та, незалежно від двигуна, максимальна проєктна швидкість якого не перевершує 50 км/год. |
| 2.1.2   | L2        | Триколісний транспортний засіб із будь-яким розташуванням коліс і, у разі двигуна внутрішнього згоряння, з робочим об'ємом не більше 50 см³ та, незалежно від двигуна, максимальна проєктна швидкість якого не перевершує 50 км/год. |
| 2.1.3   | L3        | Двоколісний транспортний засіб і, у разі двигуна внутрішнього згоряння, з робочим об'ємом, що перевершує 50 см³ та, незалежно від двигуна, максимальна проєктна швидкість якого перевершує 50 км/год. |
| 2.1.4   | L4        | Триколісний транспортний засіб із асиметричним розташуванням коліс відносно середньої поздовжньої площини, і, у разі двигуна внутрішнього згоряння, з робочим об'ємом, що перевершує 50 см³ та, незалежно від двигуна, максимальна проєктна швидкість якого перевершує 50 км/год. (мотоцикли з коляскою) |
| 2.1.5   | L5        | Триколісний транспортний засіб із симетричним розташуванням коліс відносно середньої поздовжньої площини, і, у разі двигуна внутрішнього згоряння, з робочим об'ємом, що перевершує 50 см³ та, незалежно від двигуна, максимальна проєктна швидкість якого перевершує 50 км/год. |
| 2.1.6   | L6        | Чотириколісний транспортний засіб, маса якого без вантажу та/або пасажирів не перевершує 350 кг без урахування маси акумуляторних батарей (у разі електричної силової установки), максимальна проєктна швидкість якого, за будь-якої силової установки, не перевершує 45 км/год і робочий об'єм двигуна якого, у разі двигуна внутрішнього згоряння з іскровим (примусовим) запалюванням не перевершує 50 см³, або максимальна потужність (нетто) не перевершує 4 кВт, у разі інших типів двигуна внутрішнього згоряння, або чия максимальна потужність нетто не перевершує 4 кВт у разі електричних двигунів. |
| 2.1.7   | L7        | Чотириколісний транспортний засіб, що не відноситься до категорії L6, маса якого без вантажу та/або пасажирів не перевершує 400 кг (550 кг для транспортних засобів, призначених для перевезень вантажів), без урахування маси акумуляторних батарей (у разі електричної силової установки), і чия номінальна максимальна потужність не перевершує 15 кВт. |
| 2.2     | M         | Механічні транспортні засоби, що мають не менше чотирьох коліс, та застосовуються для перевезень пасажирів |
| 2.2.1   | M1        | Транспортні засоби, що застосовуються для перевезень пасажирів, та які мають не більше восьми сидінь окрім сидіння для водія. |
| 2.2.2   | M2        | Транспортні засоби, що застосовуються для перевезень пасажирів, та які мають більше восьми сидінь окрім сидіння для водія, та максимальна маса яких не перевершує 5 тонн. |
| 2.2.3   | M3        | Транспортні засоби, що застосовуються для перевезень пасажирів, та які мають більше восьми сидінь окрім сидіння для водія, та максимальна маса яких перевершує 5 тонн. |
| 2.3     | N         | Механічні транспортні засоби, що мають не менше чотирьох коліс, та застосовуються для перевезень вантажів |
| 2.3.1   | N1        | Транспортні засоби, що застосовуються для перевезень вантажів, та максимальна маса яких не перевершує 3,5 тонни. |
| 2.3.2   | N2        | Транспортні засоби, що застосовуються для перевезень вантажів, та максимальна маса яких більше, ніж 3,5 тонни, але не перевершує 12 тонн. |
| 2.3.3   | N3        | Транспортні засоби, що застосовуються для перевезень вантажів, та максимальна маса яких більше, ніж 12 тонн. |
| 2.4     | O         | Причепи (включаючи напівпричепи) |
| 2.4.1   | O1        | Причепи, максимальна маса яких не перевершує 0,75 тонни |
| 2.4.2   | O2        | Причепи, максимальна маса яких більше, ніж 0,75 тонни, але не перевершує 3,5 тонни |
| 2.4.3   | O3        | Причепи, максимальна маса яких більше, ніж 3,5 тонни, але не перевершує 10 тонн |
| 2.4.4   | O4        | Причепи, максимальна маса яких більше, ніж 10 тонн |
| 2.5     |           | Транспортні засоби спеціального призначення |
| 2.5.1   |           | Житловий автомобіль |
| 2.5.2   |           | Броньовані транспортні засоби |
| 2.5.3   |           | Автомобіль швидкої допомоги |
| 2.5.4   |           | Катафалк |
| 2.6     | T         | Сільськогосподарські та лісові трактори |
| 2.7     |           | Позадорожня мобільна техніка |
| 2.8     | G         | Транспортні засоби підвищеної прохідності |
| 2.9.2   |           | Транспортні засоби спеціального призначення, які належать до категорії M1 |
| 2.9.2.1 | SA        | Житловий автомобіль, див. п.2.5.1 |
| 2.9.2.2 | SB        | Броньований транспортний засіб, див. п.2.5.2 |
| 2.9.2.3 | SC        | Автомобіль швидкої допомоги, див. п.2.5.3 |
| 2.9.2.4 | SD        | Катафалк, див. п.2.5.4 |